# Gundlfing
Das Kirchdorf Gundlfing ist ein Ortsteil der im niederbayerischen Landkreis Kelheim gelegenen Stadt Riedenburg.

## Geschichte
Die katholische Kirche St. Agatha in Gundlfing ist eine romanische Anlage, die im 18. Jahrhundert barockisiert wurde. Durch die zu Beginn des 19. Jahrhunderts im Königreich Bayern durchgeführten Verwaltungsreformen wurde der Ort zu einem Bestandteil der eigenständigen Landgemeinde Perletzhofen und war Sitz der Gemeindeverwaltung. Im Zuge der Gebietsreform in Bayern wurde die Gemeinde Perletzhofen am 1. Januar 1972 nach Riedenburg eingegliedert.

## Sehenswürdigkeiten
- Kirche St. Agatha
- Karstquelle Gundlfing[3]